# Nationaal park Sempre Vivas
Nationaal park Sempre Vivas is een nationaal park in Brazilië, opgericht in 2002, gelegen in de staat Minas Gerais. Het is 1.245,55 km² groot. 
Het park omvat de Jequitinhonha en de Serra do Espinhaço met watervallen en galerijbossen. In de lagere delen groeit Atlantisch Woud. Het park wordt beheerd door ICMBio.
De naam van het park is afgeleid van de "sempre-vivas" (geslacht Paepalanthus- familie Eriocaulaceae), endemische bloemen uit Minas Gerais. Veel families leven van het verzamelen van de planten die ze voor lage prijzen verkopen aan handelaren, die de planten veelal voor hoge prijzen in Japan aanbieden.

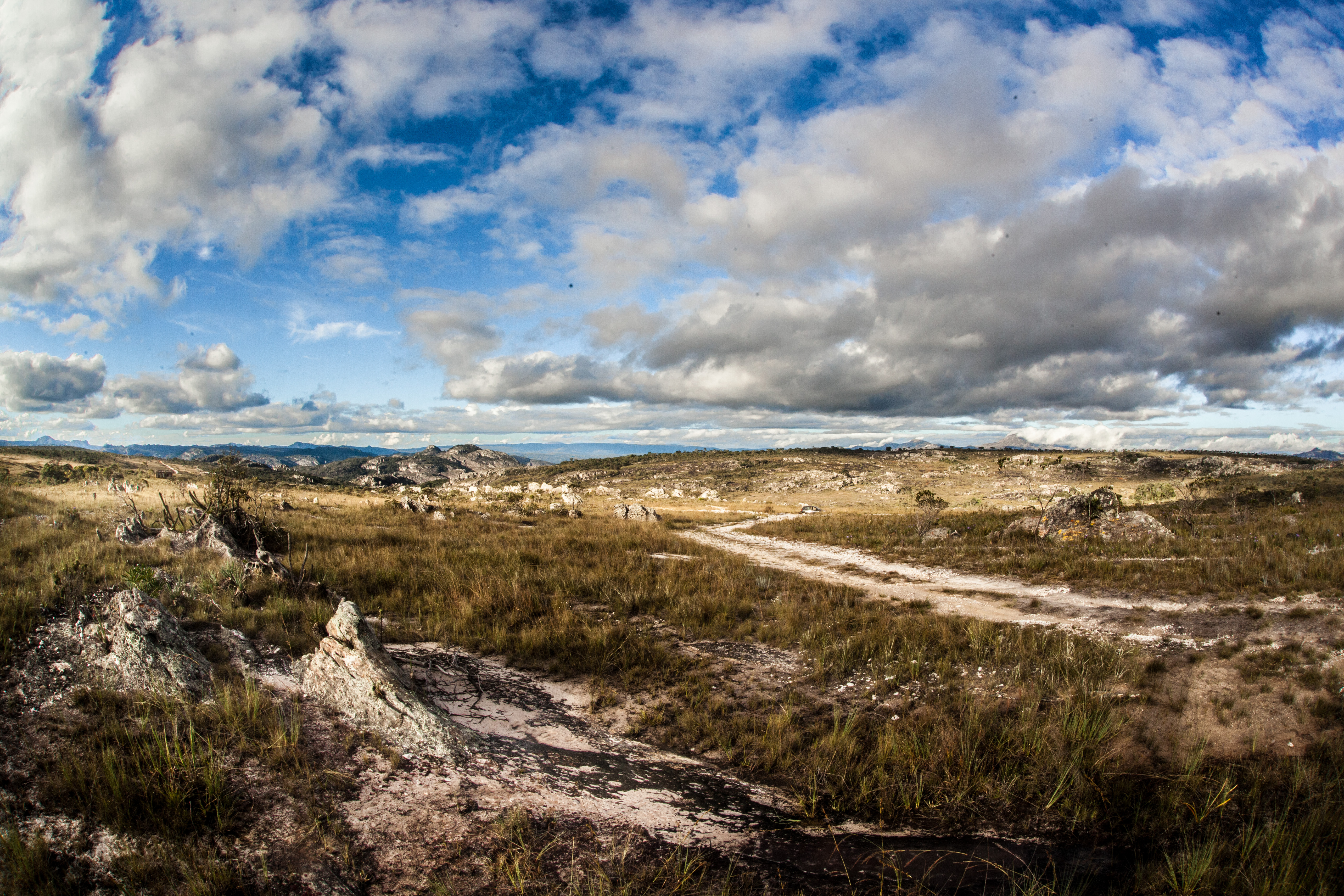
Parque do Itambé